# Niederösterreichische Voralpen
Die Niederösterreichischen Voralpen bestehen aus hügelig und kuppenförmig gerundeten Bergen und reichen von den Eisenwurzen bis zum Wienerwald.
Sie liegen in der Flyschzone zwischen dem Niederösterreichischen Alpenvorland im Norden und den niederösterreichischen Kalkalpen im Süden, wo sie sich als ein an manchen Stellen nur ca. 10 km schmales Band in Ost-West-Richtung erstrecken und hauptsächliche aus Mergeln, Tonschiefer und Sandsteinen bestehen, die allesamt leicht verwittern.
Während die Oberösterreichischen Voralpen in der Alpenvereinseinteilung der Ostalpen noch als eigene Gebirgsgruppe angesprochen sind, werden die Niederösterreichischen Voralpen landschaftlich auch den Ybbstaler Alpen, den Türnitzer Alpen und dem Wienerwald zugeordnet. Als Voralpen können damit die Höhenzüge längs der Linie Steyr – Purgstall an der Erlauf – Kilb – Wilhelmsburg – Neulengbach bezeichnet werden.
Naturräumlich unterscheidet man in die Westliche Flyschzone mit den Voralpen zwischen Ybbs und Enns, den Voralpen zwischen Erlauf und Ybbs und den Voralpen zwischen Traisen und Erlauf, dann in die Mittlere Flyschzone mit dem Westlichen Flyschwienerwald und letztlich die Östliche Flyschzone (auch: Nordwestlicher Wienerwald) mit dem Flyschwienerwald.